# 加布里埃拉·蒙特羅
加布里埃拉·蒙特羅（Gabriela Montero，1970年5月10日—）是一位委內瑞拉鋼琴家，以演出觀眾指定的古典樂即興演繹作品聞名。

## 音樂
加布里埃拉·蒙特羅四歲開始正式學習鋼琴，師從居住在卡拉卡斯的阿根廷鋼琴老師Lyl Tiempo，並在五歲時首次公開表演。 八歲時，她在卡拉卡斯國家劇院首演海頓D大型鋼琴協奏曲，與委內瑞拉國家青年管弦樂團（委內瑞拉國家青年管弦樂團）合作演出。 九歲時，加布里埃拉·蒙特羅獲得委內瑞拉政府的獎學金前往美國學習鋼琴。1990年到1993年，她在倫敦皇家音樂學院學習鋼琴，師從Hamish Milne。
1995年，加布里埃拉·蒙特羅參加蕭邦國際鋼琴比賽，最終獲得第三名。
從第一次接觸鋼琴開始，蒙特羅總是即興演奏，她在瑪塔·阿格麗希指示下決定公開演出。
2009年1月20日，蒙特羅在美國總統奧巴馬就職典禮，與伊扎克·帕尔曼、馬友友和安東尼·麥吉爾一起演出約翰·威廉斯創作的《Air and Simple Gifts》。
加布里埃拉·蒙特羅與法國大提琴家葛替耶爾·卡普頌建立了長期夥伴關係，曾在2009年薩爾斯堡音樂節演出，並於2009年在德國各地演出，包括慕尼黑、波恩、漢堡、多特蒙德和海德堡。2009年5月，加布里埃拉·蒙特羅與葛替耶爾·卡普頌在巴黎夏特雷劇院演出。2010年，加布里埃拉·蒙特羅與葛替耶爾·卡普頌在維也納音樂廳、布倫瑞克音樂節、貝多芬波恩音樂節和里爾歌劇院演出。

## 外部連結
- Gabriela Montero official website （页面存档备份，存于）
- Gabriela Montero official MySpace Music page （页面存档备份，存于）
- Gabriela Montero official YouTube channel
- Gabriela Montero on EMI Classics （页面存档备份，存于）
- Interview on NPR's All Things Considered （页面存档备份，存于）
- Interview in The Times (London) （页面存档备份，存于）